# Золи, Уинтер Эйв
Уинтер Эйв Золи (англ. Winter Ave Zoli; род. 28 июня 1980, Нью-Хоп, Пенсильвания) — американская актриса кино и телевидения.

## Биография
Уинтер Эйв Золи родилась 28 июня 1980 года в городке Нью-Хоп (штат Пенсильвания, США). Отца зовут Ричард Ухларик, мать — Сью, оба родом из Чехии. В возрасте 11 лет вернулась с родителями на их родину, закончила в Праге среднюю школу, а затем Международную школу Праги. Занималась балетом, потом проявила интерес к театральному мастерству и мюзиклам. К 17 годам вернулась в США, где окончила театральные курсы при Университете Карнеги — Меллона, в 19 лет вступила в Атлантическую театральную компанию.
К 1999 году девушка переехала в Лос-Анджелес, где начала сниматься для кино и телевидения. Несмотря на полноценное американское гражданство, считает себя «наполовину чешкой».
В марте 2011 года снялась обнажённой для Playboy.

### Личная жизнь
1 августа 2015 года Золи вышла замуж за малоизвестного венгерского актёра по имени Чаба Лукаш (род. 1974). В 2017 году у пары родилась дочь.

## Избранная фильмография
| - 1999 — Без изъяна / Flawless — Таша - 2002 — Плохая компания / Bad Company — маникюрша - 2003 — Лига выдающихся джентльменов / The League of Extraordinary Gentlemen — Ева (в титрах не указана) - 2004 — Принц и я / The Prince & Me — подруга Эдди - 2004 — Хеллбой: Герой из пекла / Hellboy — подруга - 2006 — Тристан и Изольда / Tristan & Isolde — сестра Уидсета - 2006 — Оргазм в Огайо / The Oh in Ohio — девушка - 2007 — Секс и 101 смерть / Sex and Death 101 — Алексис Де Ларж (№ 37) - 2009 — Королева славян / The Pagan Queen — Либуше - 2010 — Псих 9 / Psych 9 — Эмма - 2012 — Крутой чувак / Bad Ass — Татьяна - 2016 — Испытание пустыней / Deserted — Розмари - 2016 — Космонавт / Spaceman — миссис Ли - 2022 — Гнев во спасение / Savage Salvation — Дарлин | - 2004 — Грозовой перевал / Cime tempestose — Изабелла - 2005 — Откровения / Revelations — Анна-Тереза (в 4 эпизодах) - 2009 — Филантроп / The Philanthropist — Ивана Кляйнер (в эпизоде Paris) - 2009—2014 — Сыны анархии / Sons of Anarchy — Лайла Винстон (Дворак) (в 41 эпизоде) - 2011 — Хаос / CHAOS — Ирина (в эпизоде Eaten by Wolves) - 2012 — Восприятие / Perception — Полина (в эпизоде Faces) - 2015 — Агенты «Щ.И.Т.» / Agents of S.H.I.E.L.D. — Ева Белякова (в эпизоде Melinda) - 2015 — Легенды / Legends — детектив Габриэлла Ласка (в 10 эпизодах) - 2017 — Реанимация / Code Black — Моника (в эпизоде One in a Million) - 2017—2018 — Босх / Bosch — Эми Снайдер (в 13 эпизодах) - 2014 — Всем нужна Кэт 2 / Cat Run 2 — Татьяна - 2020 — Супермен. Красный сын / Superman: Red Son — Светлана (озвучивание) |